# Mangawhai
Mangawhai település Új-Zéland Northland régiójában, a Mangawhai-öböl délnyugati végében, az óceán partján fekvő Mangawhai Heads nevű településtől 5km-re. A település maori neve magyarul "tüskésrája". Kaiwaka 13 km-re, Waipu 20 km-re van Mangawhai Heads-től.
A 2006-os népszámláláskor Mangawhai statisztikai területének a lakossága 813 fő volt, amely a 2001-es adatokhoz képest 189-cel több. A statisztikai körzet jóval nagyobb területet ölel fel, mint a város. Mangawhai Heads lakossága 852 fő volt 2006-ban.

## Története
A 19. század elején és közepén a Mangawhai-öblöt használták a Kaipara körzetbe érkezők.

## Oktatás
Mangawhai-ban 1857 óta létezik iskola.

## Külső hivatkozások
- Mangawhai weboldala
- Mangawhai Beach School weboldala